# W31 핵탄두

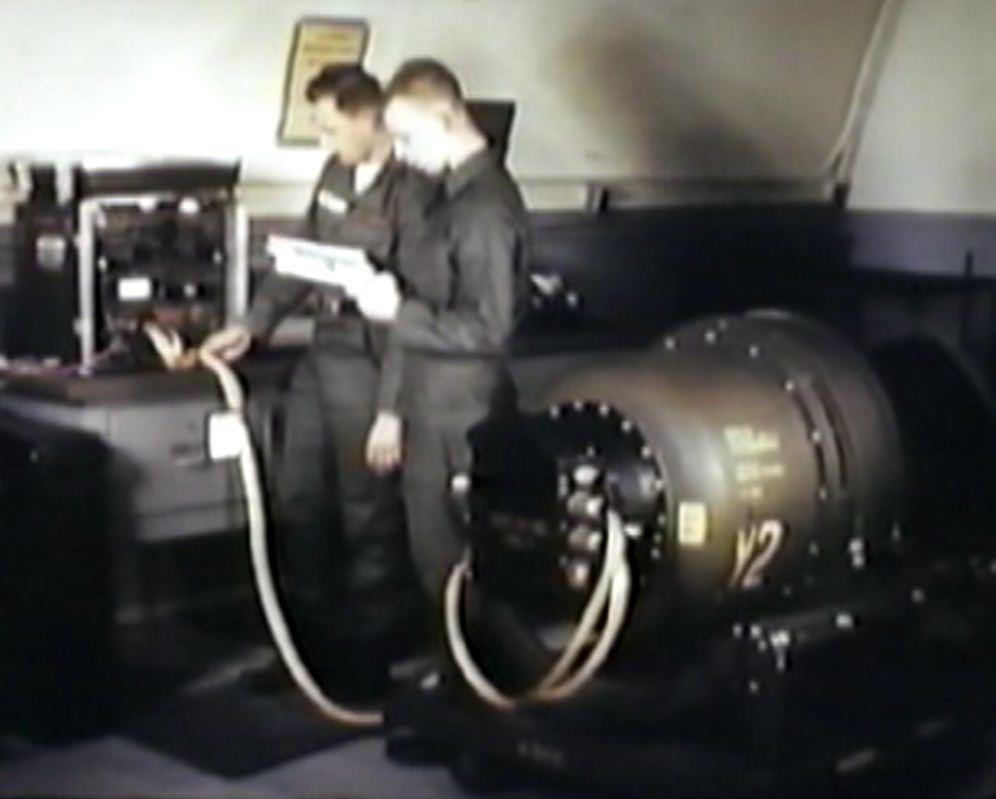
정비 중인 W31 Y2 핵탄두

W31 핵탄두는 미국의 핵탄두이다. 1959년부터 생산되었으며, 1989년에 퇴역했다.

## 나이키 허큘리스 미사일
나이키 미사일은 지대지 미사일과 지대공 미사일로 사용될 수 있다. 미국 도시 주변과 유럽, 일본, 대한민국 등에 배치되었다. 이 미사일들의 상당수에는 핵탄두가 장착되어 있었다.
2, 10, 30 킬로톤급 핵탄두가 있으며, 1958년부터 실전배치되어 1989년에 최종 퇴역했다. 2,550 개의 탄두가 생산되었다.

## 어네스트존
2, 20, 40 킬로톤급 핵탄두가 있다. 1,650 개의 어네스트존 W31 탄두가 생산되었다.

## 같이 보기
- 핵무기 목록
- MGR-1 어네스트존
- MIM-14 나이키 허큘리스